# 자구

자구(Magnetic domain)은 인접 원자간에 자화가 서로 평행하게 배열된 영역을 자구라하며 일반적으로 영구 자석은 여러 자구로 구성되어있다.

## 같이 보기
- 보자성
- 위상수학적 결함